# Artur de Lavra Pinto
Artur de Lavra Pinto (Caxias do Sul, 20 de setembro 1883 — Porto Alegre, 11 de agosto de 1950) foi um funcionário público, desportista, jornalista, político e intelectual brasileiro.
Em 5 de agosto de 1906 participou da fundação do Grêmio Literário Caxiense, quando assumiu como 2º secretário. Mais tarde seria presidente. Em 1909 estava empregado no jornal O Brazil. Foi proprietário e gerente do jornal Cidade de Caxias, órgão do Partido Republicano Rio-Grandense, desde sua fundação em 1911 até sua extinção em 1912, e entre 1920 e 1922 assumiu a direção do jornal Città di Caxias. Foi colaborador de O Momento e do Correio Colonial.
Também desenvolveu carreira relevante na política e no serviço público. De 1910 a 1940 atuou como escrivão do cartório do cível, crime, juri e execuções criminais. Recebeu elogio público pela sua digna carreira como escrivão em 11 de agosto de 1934, na comemoração do aniversário da fundação dos cursos jurídicos no Brasil. Desempenhou ainda as funções de fiscal da arrecadação de impostos de exportação, inspetor das escolas públicas, secretário-assistente e escrivão do Conselho Municipal, membro da Comissão Executiva do Partido Republicano, um dos fundadores do Centro Republicano e membro da sua Comissão de Imprensa, presidente do Grêmio Republicano Paim Filho, secretário da Intendência e membro da Junta Revolucionária e Governativa de 1930. Também foi tenente-secretário do 255º Batalhão de Infantaria da Guarda Nacional, depois capitão, membro da diretoria da Liga Pró-Pátria e Aliados e secretário do Tiro de Guerra.
Foi orador do Recreio Aliança, presidente da Associação Caxiense de Amadores de Desportos, e recebeu um voto de louvor aprovado por unanimidade e um agradecimento da Federação Riograndense de Desportos pelo auxílio prestado ao deixar o cargo em 1927. Foi um dos fundadores, conselheiro fiscal e consultivo e presidente do Esporte Clube Juventude.
Inteligente e culto, sua intensa atividade na área da cultura e da imprensa o tornou um dos intelectuais mais influentes da cidade no início do século XX. Publicou um livro de poemas, Opacidades. No sepultamento em 1950, Alexandre Ramos, representando a Ordem dos Advogados de Caxias, recordou sua trajetória em discurso emocionado. Seu obituário, publicado dias depois, destacou sua grande notoriedade no meio caxiense e a distinção que conquistara em suas muitas atividades. É o patrono da cadeira nº 10 da Academia Caxiense de Letras.